# Sparwood
Sparwood är en ort i Kanada.   Den ligger i provinsen British Columbia, i den södra delen av landet, 2 900 km väster om huvudstaden Ottawa. Sparwood ligger 1 140 meter över havet och antalet invånare är 3 667.
Terrängen runt Sparwood är kuperad österut, men västerut är den bergig. Sparwood ligger nere i en dal. Trakten runt Sparwood är nära nog obefolkad, med mindre än två invånare per kvadratkilometer.. Det finns inga andra samhällen i närheten.
I omgivningarna runt Sparwood växer i huvudsak barrskog.